# August Dickmann
Pour les articles homonymes, voir Dickmann.
August Dickmann, né le 7 janvier 1910 à Dinslaken, mort le 15 septembre 1939 à Sachsenhausen, est un opposant au régime nazi, Témoin de Jéhovah. Il fut le premier objecteur de conscience à être exécuté en Allemagne pendant la Seconde Guerre mondiale.

## Biographie
Après sa scolarité obligatoire, August Dickmann travaille dans une scierie. Pendant l'année 1932, avec ses frères Heinrich et Fritz, August Dickmann commence une étude de la Bible avec les Témoins de Jéhovah. À la suite de cette étude, les trois frères débutent une œuvre de prosélytisme en Allemagne comme missionnaires. En 1933, les activités des Témoins de Jéhovah sont interdites en Allemagne, à la suite de la prise de pouvoir d'Adolf Hitler. Les trois frères continuent néanmoins leurs activités de prosélytisme. En 1935, Fritz Dickmann est interné à Esterwegen (camp de concentration) et en octobre 1936 August Dickmann est à son tour arrêté par la Gestapo et emprisonné. Après avoir purgé sa peine de prison, en octobre 1937, il est interné dans le camp de concentration de Sachsenhausen malgré avoir signé une déclaration de renoncement à ses croyances. Heinrich Dickmann sera aussi arrêté et il rejoint son frère August dans ce camp en mars 1939.

## Le refus de servir

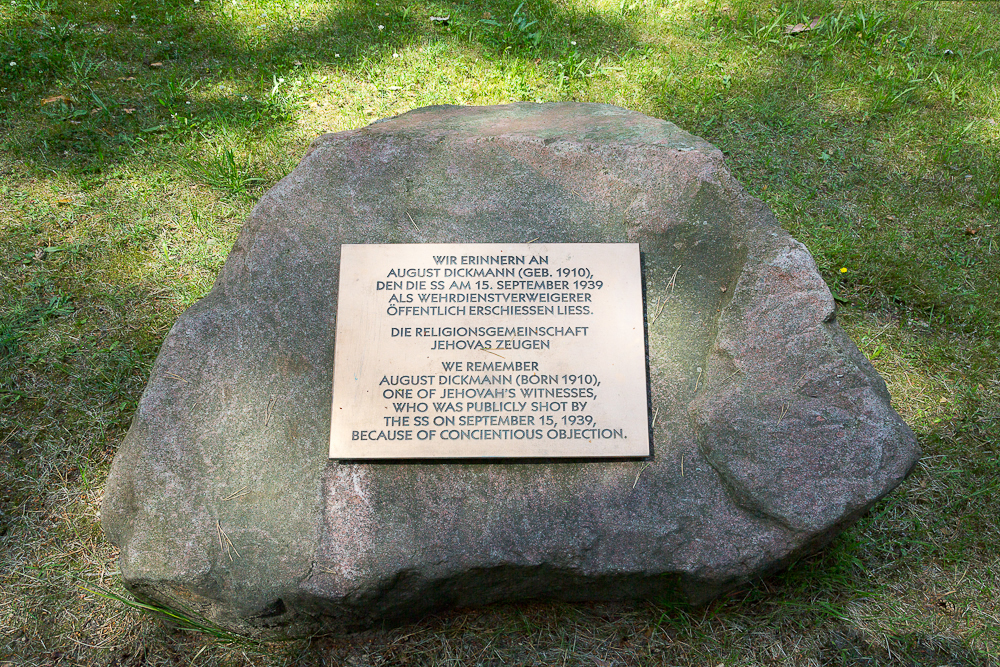

Le 1er septembre 1939 les armées allemandes envahissent la Pologne, c'est le début de la Deuxième Guerre mondiale. August Dickmann est encore emprisonné dans le camp de concentration de Sachsenhausen et a demandé il y a peu à revenir sur sa précédente déclaration d'abandon de la foi aux Témoins de jéhovah auprès des autorités du camp. En tant que citoyen allemand, il reçoit l'ordre de rejoindre la Wehrmacht, sa femme qui a reçu sa carte militaire l'a renvoyée au camp, August Dickmann est Témoin de Jéhovah et donc objecteur de conscience, convoqué au bureau de la Gestapo, sûrement en raison de sa précédente demande, il refuse de prendre les armes, comme il a promis à ses camarades de "ne plus se compromettre une nouvelle fois". A la fin de la confrontation, il est mis à l'isolement dans le quartier disciplinaire.
Sous le régime nazi, tout homme refusant de servir dans l'armée était condamné à mort par pendaison ou fusillé. Le commandant du camp de Sachsenhausen, Hermann Baranowski, obtient de Heinrich Himmler la permission d'exécuter August Dickmann devant les centaines d'autres Témoins de Jéhovah emprisonnés dans le camp, dont son frère Heinrich, vraisemblablement pour briser leur moral.
Le 15 septembre 1939, August Dickmann est conduit devant le peloton d'exécution et passé par les armes. Le peloton était sous les ordres de Rudolf Höß, alors adjudant d'Hermann Baranowski. Selon certains témoignages, ce fut lui qui acheva August Dickmann d'un coup de pistolet dans la tête. Il avait 29 ans. Son frère, Heinrich Dickmann, qui a été obligé de ramasser le corps de son frère et cloué son cercueil par les SS, a survécu à la guerre.

## Réactions dans le monde
La nouvelle de l'exécution de August Dickmann fut donnée de manière répétée par la radio d'état allemande à partir du 16 septembre. Le communiqué officiel suivant fut aussi publié par plusieurs journaux allemands: 
«  Exécution de deux saboteurs de la Nation. Communiqué du chef des SS. Le chef des SS et chef de la police allemande communique : ...le 15 septembre 1939 pour refus d'accomplir ses devoirs de soldat, August Dickmann, né le 7 janvier 1910, de Dinslaken. Dickmann a déclaré qu'il est Témoin de Jéhovah, un fanatique adepte de la secte des Étudiants de la Bible.  »
La mort de August Dickmann a eu un fort retentissement dans le monde car elle fut la première exécution d'un objecteur de conscience en Allemagne.
Le 17 septembre 1939, le New York Times publiait cette nouvelle : 
«  L'Allemagne exécute un objecteur de conscience. Berlin, 16 septembre. Le premier objecteur de conscience allemand de cette guerre, August Dickmann, 29 ans, de Dinslaken, accusé de "sabotage", a été fusillé. L'annonce de son exécution a été faite par Heinrich Himmler, chef de la police allemande, en ces termes : "il a été fusillé pour avoir refusé d'accomplir son devoir de soldat" au motif de conscience religieuse. Dickman avait affirmé être membre des Témoins de Jéhovah et du mouvement international de Rutherford.  »
Une plaque commémorative en mémoire de August Dickmann a été inaugurée le 18 septembre 1999, à l'occasion du 60e anniversaire de son martyre,.